# Dobromyśl (województwo dolnośląskie)
Dobromyśl (przed 1945 niem. Kindelsdorf) – wieś w Polsce położona w województwie dolnośląskim, w powiecie kamiennogórskim, w gminie Kamienna Góra.

## Podział administracyjny
W latach 1975–1998 miejscowość administracyjnie należała do województwa jeleniogórskiego.

## Nazwa
- 1289 − Kindesdorf
- 1332 − Dorf Kidisdorf
- 1667 − villa Kindelsdorff
- 1743 − Kindelsdorff
- 1765 − Kindelsdorf
- 1945 − Milewice
- 1947 − Dobromyśl[4]

## Historia
Dobromyśl należny do najstarszych wsi w regionie, a jego dzieje są złożone. Powstał prawdopodobnie już w XIII wieku, ale pierwsza lokacja okazała się chybiona, skoro wiadomo, że w 1332 roku całkowicie wyludnioną wieś kupił klasztor krzeszowski, który założył tu wolne, dziedziczne sołectwo. Od tego momentu, aż do kasaty dóbr klasztornych w 1810 roku Dobromyśl stanowił własność cystersów z Krzeszowa. W 1343 roku w objął przywilej górniczy od księcia świdnickiego Bolka II Małego, który potwierdził go jeszcze w 1352 roku, wymieniając m.in. Dobromyśl. Nie wiadomo jednak o podjęciu tu robót górniczych. Z wsi wywodzi się rodzina najbardziej znanych na Śląsku mistrzów szklarskich − Friedrichów. W 1545 roku w dobrach cysterskich K.F. Friedrich uruchomił hutę szkła. Potem hutę w Dobromyślu prowadzili jego potomkowie (jeden z synów wywędrował na ziemię kłodzką, tam zapoczątkowując produkcję szkła, inni członkowie rodziny działali w Górach Izerskich, Suchych i Sowich). Produkowano tu tzw. szkło leśne, ale niezłej jakości i w szerokim asortymencie, m.in. naczynia i zastawę stołową. W 1616 roku hutę przejął Caspar Schürer. Kres jej działalności w 1632 roku położyła wojna 30-letnia, po której szklarstwo w Dobromyślu już się nie odrodziło. Pomimo że była to spora, uprzemysłowiona wieś, nigdy nie powstał tu kościół, a mieszkańcy należeli do parafii w Kochanowie. Ponowny rozwój wsi nastąpił dopiero w XVIII wieku, już jako ośrodek tkactwa chałupniczego. W 1765 roku wartość majątku cystersów w Dobromyślu szacowano na 2229 talarów, a mieszkało tu 16 zagrodników i 58 chałupników, wśród nich 8 rzemieślników, tkaczy. W 1782 roku we wsi mieszkało 16 zagrodników i 56 chałupników, co świadczy raczej o ubóstwie wsi i jej mieszkańców, a także jej wyłącznie rolniczym charakterze. W 1825 roku wieś liczyła 72 domy, w tym sołectwo z gorzelnią. Była nawet szkoła − filia szkoły w Kochanowie. Praktycznie wszyscy mieszkańcy trudnili się tkactwem chałupniczym, bo działało 76 warsztatów ze 106 krosnami. W 1. połowie XIX wieku w okolicy uruchomiono duże kamieniołomy kwarcu, które w 1842 roku dały znaczną i zróżnicowaną produkcję, zatrudniając ponad 20 osób. Wyrabiano tu także gotowe elementy kamieniarskie (portale, nadproża, gzymsy itp.) Dobromyśl pomimo ładnego położenia i atrakcyjnej okolicy nigdy nie stał się wsią letniskową. W 1871 roku wieś liczyła 72 domy.
Po 1945 roku wieś znacznie się wyludniła i proces ten, chociaż powolniej, nadal trwa. Powodują go trudne warunki naturalne oraz brak perspektyw rozwoju wsi. Bezpośrednio po wojnie wieś nosiła nazwę Milewice, która utrzymała się tylko w nazwie leśnictwa.

## Demografia
Liczba mieszkańców wsi na przestrzeni lat 1785-2016

## Etnografia
Spośród zachowanych budynków w Dobromyślu na uwagę zasługują m.in.: nr 5 − mieszkalno-gospodarczy, murowany, z 4. ćwierci XIX wieku; nr 6 − mieszkalno-gospodarczy, murowany, z 3. ćwierci XIX wieku; nr 6 − mieszkalno-gospodarczy, murowany, z 3. ćwierci XIX wieku oraz budynek gospodarczy, murowany, z XIX/XX wieku; nr 13 i 14 − mieszkalne, murowane, z 3. ćwierci XIX wieku; nr 15 − mieszkalny, murowany, z połowy XIX wieku, z sygnaturką na dachu; nr 18 − mieszkalny (dawna szkoła), murowany, z ok. 1910 roku; nr 22 − mieszkalny, murowany, z początku XX wieku; nr 25 − mieszkalno-gospodarczy, murowany, z 3. ćwierci XIX wieku; nr 34 − mieszkalno-gospodarczy, murowany, z połowy XIX wieku; nr 38 − mieszkalno-gospodarczy, drewniano-murowany, z połowy XIX wieku; nr 46 − mieszkalny, drewniany, z połowy XIX wieku; nr 47 − mieszkalno-gospodarczy, drewniano-murowany, z połowy XIX wieku; nr 59 − mieszkalny, drewniano-murowany, z połowy XIX wieku; nr 60 − drewniano-murowano-szachulcowy, z połowy XIX wieku; nr 74 − mieszkalno-gospodarczy, murowany, z 4. ćwierci XIX wieku; nr 74 − leśniczówka, drewniano-murowana, z ok. 1930 roku.

## Sucha Łąka
Południowo-zachodnia część wsi, leżąca u podnóża Drogosza, nosi nazwę Suchołęka względnie Sucha Łąka (niem. Dürrewiese). Osada powstała prawdopodobnie w końcu XIX wieku jako kolonia Dobromyśla i nigdy nie stała się samodzielną wsią. W początku XX wieku istniało tu 18-20 zagród. Po 1945 roku stopniowo wyludniała się, ale zanik jej nie grozi ze względu na bliskość Dobromyśla. Nazwa Sucha Łąka występuje w zestawieniu Komisji Nazw Geograficznych jako nazwa niezweryfikowana.